# Аустралијанци
Аустралијанци или Аустралци (енгл. Australians) се дефинишу као људи коју су поријеклом из Аустралије или ту бораве.